# شهرستان بوربن (کانزاس)
شهرستان بوربن، کانزاس (به انگلیسی: Bourbon County, Kansas) شهرستانی در ایالات متحده آمریکا است که در کانزاس واقع شده‌است.